# Shawell
Shawell – wieś w Anglii, w hrabstwie Leicestershire, w dystrykcie Harborough. Leży 25 km na południe od miasta Leicester i 125 km na północny zachód od Londynu.